# Cottus poecilopus
Cottus poecilopus је зракоперка из реда Scorpaeniformes и породице пешева (Cottidae).

## Распрострањење
Ареал врсте Cottus poecilopus обухвата већи број држава. Врста има станиште у Немачкој, Шведској, Пољској, Финској, Данској, Русији, Норвешкој, Мађарској, Румунији, Украјини, Словачкој, Чешкој и Молдавији.

## Станиште
Станишта врсте су језера и језерски екосистеми, речни екосистеми и слатководна подручја.

## Угроженост
Ова врста је наведена као последња брига, јер има широко распрострањење и честа је врста.